# Іхвани

Прапор іхванів

Іхва́ни (араб. الإخوان, аль-Іхван — «Брати» або араб. إخوان من أطاع الله, Іхван ман ата 'Аллах — «Брати покірних Аллаху») — ісламське релігійне військове ополчення, яке було головною військовою силою першого правителя Саудівської Аравії Абдель-Азіза ібн Сауда (ще до об'єднання країни) й зіграло головну роль у становленні його як правителя, що об’єднав Саудівську Аравію шляхом приєднання різних територій і племен.
Іхвани складалися з ополченців бедуїнських племен. За визначенням Вілфреда Тезигера: це войовниче релігійне братство, яке заявляє, що його члени присвячують свої життя «очищенню та об'єднанню ісламу». Дії цього руху були спрямовані на знищення традиційної племінної системи й поселення бедуїнів навколо колодязів і оаз, оскільки вони вважали, що кочовий спосіб життя не відповідає заповітам ісламу. Абдул-Азіз ібн Сауд прийшов до влади лише завдяки підтримці цього руху.
У 1920 році іхвани вдерлися на територію Кувейту, але 10 жовтня 1920 року їх було розгромлено в Ель-Джахрі та вони були змушені покинути територію Кувейту.
Іхвани здійснювали набіги на Зайордання з 1922 року по 1924 рік.
Пізніше іхвани повстали: вони звинуватили Ібн Сауда в «релігійній розбещеності», коли він заборонив їм нападати на сусідні держави. Після завоювання Хіджаза в 1926 й Асиру в 1928 році всі території, що нині входять до саудівської держави, опинилися під контролем Ібн Сауда, що зумовило появу конфлікту з іхванями. Він остаточно переміг їх у битві біля Сабілли в 1930 році, після чого іхванські лідери повстанців здалися британцям, а це ополчення було перетворено в Національну гвардію Саудівської Аравії. Згодом іхванська верхівка була знищена. Султан ібн Баджад, один з трьох головних лідерів іхванів, був убитий у 1931 році, а Фейсал аль-Давіш помер у в'язниці в Ер-Ріяді 3 жовтня 1931 року через, як було оголошено, хворобу серця.